# Yathul
 (octobre 2011).
Si vous disposez d'ouvrages ou d'articles de référence ou si vous connaissez des sites web de qualité traitant du thème abordé ici, merci de compléter l'article en donnant les références utiles à sa vérifiabilité et en les liant à la section « Notes et références ».

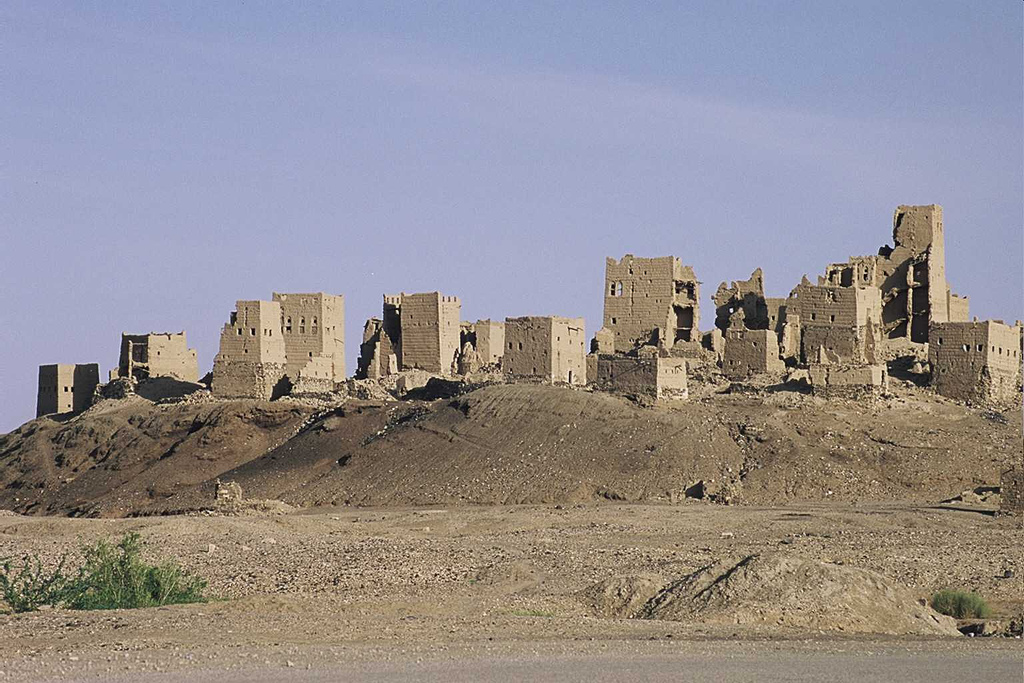
Vue de Barâqish

Au Yémen, le nom « Yathûl » est officiellement la dénomination originale de la ville de Barâqish, ancienne cité minéenne depuis le VIe siècle de l’ère préchrétienne.
Contrairement au royaume de Saba, voisin, cette civilisation est la moins étudiée des anciens royaumes de l’Arabie méridionale, et par là héritière d’une énigme historique.
Yathûl, capitale du royaume le plus dynamique d’Arabie et cité sacrée où résidait la cour, était située dans le profond pays protecteur qui de nos jours encore est toujours déconseillé, dangereusement inaccessible. Barâqish fut une cité dynamique fortifiée, située stratégiquement le long du Wadi Farda, contrôlant le commerce de l’encens. Réputée ville accueillante et animée jusqu’au XVIIIe siècle. Elle serait donc la même ville, capitale du même royaume depuis le Ve siècle av. J.-C. Pour des raisons toujours inconnues, Yathul, capitale, aurait été converti en Baraqish, capitale.

## Hypothèse
Face à cette ambivalence, une rumeur ancienne ouvre des perspectives intéressantes[réf. nécessaire]. Ces deux dénominations s’expliqueraient par la reproduction stratégique planifiée d'une seconde ville afin d'assurer la discrétion et la sécurité de la capitale, le long du Wadi farda. Cette merveille fut abandonnée au XVIIIe siècle en ruine majestueuse, ce qui ne certifie pas pour autant le même sort réservé à Yathûl. 
Cette hypothèse est impossible à certifier de nos jours.

## Mention
La ville est connue des Grecs et des Romains sous le nom de Athlula, ou Athrula, de l'ancien sabéen YTL.
Références : Cass. Dio 53.29.8 et Strabon 820 : « Une armée romaine a traversé au cours des années 20, sous le commandement de Gallus Aelius. Le tombeau d'un cavalier romain, P. Cornélius, a été trouvé là. »